# 朋友会
朋友会（ほうゆうかい）は、大阪府大阪市西成区に本部を置く暴力団で、指定暴力団山口組の三次団体。英組の流れを汲む。2018年6月一心会傘下に。

## 来歴
2014年11月の定例会で直参昇格した。
2018年6月に一心会傘下に。

## 歴代会長
- 初代 - 高島伸佳（六代目山口組若中）

## 執行部
- 若頭 - 宮崎英次（宮崎組組長）
- 舎弟頭代行 - 田路史彦（二代目津田組組長）
- 若頭代行 - 徳永志龍（二代目八之龍一家総長）
- 顧問 - 大久保忠則（大久保組組長）